# قضاء عكا
قضاء عكا (بالإنجليزية: District of Acre) هو تقسيم إداري سابق في فلسطين التاريخية يعود لفترة الإنتداب البريطاني (بين 1920 وحتى 1948م)، مركزه مدينة عكا. يقع في الجزء الشمالي لفلسطين على ساحل البحر الأبيض المتوسط، ويحاذي الحدود اللبنانية من الشمال، ومن الشرق كل من قضاء صفد وقضاء طبريا، ويقع قضاء الناصرة وقضاء حيفا إلى الجنوب، ويحده من الغرب البحر الأبيض المتوسط.
وفي العهد العثماني عام 1899م كان القضاء يتألف من ثلاث نواحٍ و58 قرية تتوزع كما يلي:
- قرى ناحية الساحل: 18
- قرى ناحية الشاغور: 15
- قرى ناحية شفا عمرو: 25

وفي عام 1906م فصلت عشر قرى عن ناحية شفا عمرو وألحقت بقضاء الناصرة وبذلك أصبح عدد قرى قضاء عكا 48 قرية، وفي العهد البريطاني عام 1945م كان هذا القضاء يتألف من مدينة عكا و52 قرية و8 عشائر و9 مستعمرات يهودية.

## مساحة القضاء
بلغت مساحة القضاء في عام 1945م 799,633 م²، منها 2,786 كم² للطرق والوديان والسكك الحديدية، و24,997 كم² لليهود أي نسبة 3,1% من مجموع مساحة القضاء.

## سكان القضاء

### أولا: فيالعهد العثماني
بلغ عدد سكان القضاء في عام 1904م 31,593 نسمة، وأما في عام 1909م فبلغ 36,820 نسمة، أما في العام 1915م فبلغ 41,322 نسمة.

### ثانياً: فيالعهد البريطاني
بلغ عدد سكان قضاء عكا في عام 1922م 35,535 نسمة، أما في العام 1931م بلغوا 45,142 نسمة، وفي العام 1945م ارتفع عددهم إلى 68,330 نسمة.

## قرى قضاء عكا
يتألف قضاء عكا من 58 قرية منها ما هدمها اليهود ومنها ما لم يهدمها.

### أولاً:القرىالتي لم يهدمهااليهود
أبو سِنان، عمقا، عرَّابة، بيت جَن، عين الأسد، البِعْنة، دير الأسد، دير حنَّا، فسوطة، جَتْ، جُديدة، جولس، كابول، كفر سٌمَيع، كفر ياسيف، كِسرى، مجد الكروم، المَكَر، المزرعة، ميعار، مِعِليا، نحف، الرَّامة، سَجور، سَخنين، شَعَب، طمرة، ترشيحا، يانوح، المنوات، يركا، الشيخ داوود.

### ثانياً:القرىالمهدمة
إقرت، أم الفرج، البروة، البصة، تربيخا، الدّامون، دير القاسي، الرويس، الزيب،
علَّار، سحماتا، السميرية، الغابسية، الكابري، ميعار، المنشية، النهر والتل، المنصورة، كفر عنان، النبي روبين، خربة جدين، خربة عربين، سروح، عرب السمنية، عمقا، كُويكات.

## مناطق قضاءعكا
يشمل هذا القضاء على منطقتين طبيعيتين: الساحل والسهل في غربه والجبال في شرقه:

### أولا:الساحل
ساحل قضاء عكا صخري لمسافة نحو ميل واحد للجنوب من رأس الناقورة، ثم يتحول لكثبان رملية تنتهي في جنوب (نهاريا) لمسيرة أكثر من11 كم.

### ثانياً:السهل
إن السهل الذي يلي الشاطئ هو قسم من السهل الساحلي الشمالي الفلسطيني يعرف ب«سهل عكا» يمتد شمالي حيفا وينبسط بين النهر والتلال حتى حدود لبنان، طوله 40 كم، وعرضه يتراوح بين 7-16 كم، وتبلغ مساحته 316 كم²، ويخرج الماء العذب في الغالب في الأراضي الرملية من السهل على عمق 20 أو 60 متراً وأحياناً على عمق 10 أو 20 متراً، وسهل عكا سهل خصب تكثر فيه زراعة الحبوب والحمضيات والفواكه والنخيل ومختلف أنواع الخضار.
وفي مرج عكا استشهد الكثير في حروب الفرنجة مع صلاح الدين الأيوبي عام (585_ 587 هجري).
وتروي سهل عكا عدة أودية صغيرة تجعله خصباً وهذه الأودية من الشمال إلى الجنوب:
- وادي كَركًرة.
- وادي القرن.
- وادي بيت جَن.
- وادي البُقيعة.[2]

### ثالثاً:الجبال
وأما منطقة الجبال فتقع في شرق القضاء، يتألف القسم الغربي منها من جبال الجليل، وأما من جهة الشمال الشرقي «جبل حيدر» و«جبل عروس» من قرية الرامة.

## مزروعاتالقضاء
اشتهر القضاء بزراعة الحنطة، الشعير، العدس، الكرسنة، الفول، الحمص، الذرة، السمسم، الزيتون، البطيخ، العنب، التين، اللوز، الخضار.

## مدارسالقضاء
ذكر الكتاب السنوي لوزارة المعارف العثمانية عام 1901م أن في كل من القرى الآتية مدرسة واحدة للبنين: مجد الكروم، الزيب، البصة، الغابسية، يركا، كويكات، عمقا، جديدة، الدامون، شعب، طمرة، ميعار، سخنين، عرابة، نحف، دير حنا، سحماتا، البقيعة، البروة.
وفي ولاية بيروت أن القرى التي تأسست فيها مدارس ابتدائية هي: الزيب وشفا عمرو وشعب ومجد الكروم وسخنين، وذلك من أصل 60 قرية ملحقة بمركز اللواء.